# 小さな巨人 (テレビドラマ)
『小さな巨人』（ちいさなきょじん）は、日本の刑事ドラマ。主演：長谷川博己、製作著作：TBS。
警視庁本庁と所轄の確執、警察内部の戦いを克明に描くエンターテインメントドラマ。キャッチコピーは「敵は味方のフリをする。」。
2017年4月16日 - 6月18日に全10話が日曜劇場で放送された。

## あらすじ

### 芝署編
警視庁捜査一課強行班1係長・香坂真一郎は、今年3度目の捜査本部による難事件を解決した。その夜、料亭で祝勝会と称し、自らの師と仰ぐ芝警察署署長で前捜査一課長の三笠洋平と会食中、自身の上司で現捜査一課長の小野田義信が不意に現れ、共に祝杯を上げる。
料亭から出たところで、香坂は嘗て芝署の所轄刑事・渡部久志が、「風見エレック」の風見京子の自殺にかかわる捜査対象として追っていることを知る「ナカタエレクトロニクス」社長・中田隆一を見かけて気になり、飲酒運転の疑義で職務質問をかける。その際、隆一の車に傷が付き、その事がマスコミで大きく報じられ、香坂は監察官の柳沢肇に呼び出され、宴席の後に飲酒した状態で取り調べをした事を問いただされる。香坂は黙秘するが、「もう一人の証人」として呼び出された小野田が「香坂は飲酒をしていたと記憶している」と証言し、香坂は警察の名誉を毀損したとして、所轄の芝署への異動（左遷）を命じられる。これまで父親、敦史の果たせなかった捜査一課長への出世を目標として着実に実績を積み上げてきた香坂は失意の中、芝署へと赴任する。
その日の芝署管内で、IT企業「ゴーンバンク」の社長で隆一の父である中田和正の誘拐事件が発生し、警視庁捜査一課が大挙して芝署へと押しかけ、所轄の捜査陣は待機を命じられる。しかし香坂は小野田の運転担当で側近の山田春彦に監視されながらも渡部らと共に事件の核心に迫っていく。

### 豊洲署編
香坂は、芝署での警察内部の不正を暴き「風見京子殺人事件」を解決することはできたものの、不正は警察組織全体によりもみ消され、戦略としてマスコミへの警察情報リークを利用したことの責任を問われ、本庁に戻ることはできず、豊洲署に所轄から所轄への横滑りとなる人事異動を命じられる。豊洲署には女性幹部候補として期待される須藤文香刑事課課長のもとへ課長代理として着任し、そこには、本庁人事部から自ら希望し異動してきた三島祐里と、小野田の策略により一時的に本庁を離れ異動していた山田がいた。
赴任した朝、刑事課に横沢亜美が「夫（横沢裕一）と連絡が取れない」と相談に来た。横沢の勤務先は、金崎玲子が理事長を務める学校法人「早明学園」の事務局経理部であった。早明学園には、専務として元捜査一課長の富永拓三が天下りしており、理事長と共に、面談した香坂に対して「横澤は横領事件を起こしたが、示談にするので警察は介入しないでほしい」と頼む。その間山田は、お互いを知り、事務局経理部で横沢と親密であった矢部貴志に話を聞くなど単独で動いていた。小野田からも単なる失踪として処理し、深入りしないよう釘を差され、香坂を無視した山田の報告で須藤は「事件性なしの失踪」と処理してしまう。香坂は横沢の失踪について背後に事件が隠されていると感じ、矢部が何かを知っていると判断し、事情を聞こうとするが逃げられてしまう。その後、香坂は矢部が警察官であり、本名は江口和夫であることを掴む。そのことを山田に告げると、「江口は早明学園の政財界との癒着を横沢と協力し、暴こうとしていたこと」「自分も江口に協力していたこと」を明かされる。そこへ江口から山田に癒着の証拠や横沢の居場所が見つかったとの電話があり、山田は江口の元へと向かい、香坂は山田を尾行する。尾行した先には早明学園の屋上で江口和夫の殺害遺体の側に立ち尽くす山田がおり、香坂らに気付くと山田は逃亡を図るが、配備していた捜査一課に確保される。

## キャスト

### 主要人物
香坂 真一郎（こうさか しんいちろう)
演 - 長谷川博己（幼少期：福島知乃心）
刑事・刑事課課長代理。警部。元警視庁刑事部捜査第一課殺人犯捜査第一係長。
ある事件で警視庁捜査一課から警視庁芝警察署の刑事課課長代理に異動。捜査情報を新聞社にリークしたことによる処分により、豊洲警察署の刑事課課長代理に異動を経て、捜査一課に復帰する。
ノンキャリアの中では警視庁史上最年少で警部に昇進し、多くの事件を早期解決に導き20回以上の警視総監賞を受賞している。
山田 春彦（やまだ はるひこ）
演 - 岡田将生（幼少期：谷垣有唯）
警部補。
東京大学法学部卒業。キャリアではなく、あえてノンキャリアで警視庁に入庁。警視庁刑事部・捜査第一課長付運転担当から豊洲署刑事課係長に異動。その後、捜査一課に復帰する。
三島 祐里（みしま ゆり）
演 - 芳根京子
警視庁警務部人事課職員。巡査部長。尊敬する人（香坂）がいて、その人のような立派な刑事になりたいと異動希望を提出し、豊洲署刑事課に異動する。
渡部 久志（わたべ ひさし）
演 - 安田顕
巡査部長。警視庁芝警察署所属の刑事から警視庁刑事部・捜査第一課長付運転担当へ異動。
三笠 洋平（みかさ ようへい）
演 - 春風亭昇太
警視庁芝警察署署長。元捜査一課長。警視正。
香坂を捜査一課に押し上げた人物。
小野田 義信（おのだ よしのぶ）
演 - 香川照之
警視庁刑事部第74代捜査一課長。警視正。
高卒のノンキャリアでありながら、警視庁刑事部捜査一課長に登り詰める。かつての上司である富永には、唯一頭が上がらない。豊洲警察署署長に異動する。

### 警視庁芝警察署
中村 俊哉
演 - 竜星涼
若手刑事。
東山 智之
演 - 加治将樹
刑事。
石倉 慎之介
演 - 丸一太
刑事。
神尾 梢
演 - 夏緒
刑事。
杉本 学
演 - 池田鉄洋
芝警察署副署長。警視。
警務係・大島
演 - 児嶋一哉

### 警視庁豊洲警察署
須藤 文香
演 - 神野三鈴
刑事課課長。
女性幹部候補の一人で、いずれは警視庁本部に戻る予定。
関口 一也
演 - 石黒英雄
刑事。
篠原 良平
演 - 望月章男
刑事。
寺井 友宏
演 - 大熊ひろたか
刑事。

### 警視庁本庁
藤倉 良一（ふじくら りょういち）
演 - 駿河太郎
刑事・捜査一課係長。警部。香坂の同期。
香坂の異動前は刑事部捜査一課2係長であったが、異動後に香坂のポストであった1係長となる。
片山 昭三（かたやま しょうぞう）
演 - 神尾佑
警視庁捜査一課特殊犯捜査担当管理官。警視。
第一部でゴーンバンク社長・中田和正誘拐事件の指揮をとる。
柳沢 肇（やなぎさわ はじめ）
演 - 手塚とおる
警視庁警務部監察官。警視。
松岡 航平（まつおか こうへい）
演 - 高橋光臣
警視庁刑事部捜査二課長。

### 香坂家
香坂 美沙（こうさか みさ）
演 - 市川実日子
香坂の妻。
香坂 敦史（こうさか あつし）
演 - 木場勝己
真一郎の父。警視庁刑事部捜査第一課の元刑事。
当時の捜査一課長であった、富永を支える。しかし、ある捜査でミスを犯し富永に責任を押し付けられて、所轄に移動することとなった。
現在は、老人ホームで日々を過ごしている。
香坂 真由美（こうさか まゆみ）
演 - 三田佳子（特別出演）
真一郎の母。敦史の妻。

### その他

#### 芝署編
山本 アリサ（やまもと ありさ）
演 - 佐々木希
会員制バーのオーナー。ある事件の鍵を握るキーパーソン。
中田 和正（なかた かずまさ）
演 - 桂文枝
IT企業・ゴーンバンク社長。
誘拐事件の被害者。風見康夫に誘拐された。
五十嵐 仁
演 - 堀尾正明
ゴーンバンクの顧問弁護士。
中田 隆一（なかた りゅういち）
演 - 加藤晴彦
中田和正の息子。ナカタエレクトロニクス社長。風見京子殺害事件の最重要人物。
池沢 菜穂（いけざわ なほ）
演 - 吉田羊
ナカタエレクトロニクス開発部防犯管理。
風見 康夫（かざみ やすお）
演 - 長江英和
京子の父。風見エレック社長。中田和正誘拐事件の犯人。身柄確保前に拳銃の弾丸を飲み込み自殺を図り、意識不明の重体となるが、回復する。
風見 京子（かざみ きょうこ）
演 - 富永沙織
中田隆一の元恋人。中田和正誘拐事件に発展した事件で殺害された。
小野田 ゆかり（おのだ ゆかり）
演 - 吉沢梨絵
小野田の妻。
佐川 勇人（さがわ はやと）
演 - 好井まさお
毎朝新聞社会部記者。警視庁担当。

#### 豊洲署編
富永 拓三（とみなが たくぞう）
演 - 梅沢富美男
学校法人早明学園専務。元警視庁刑事部捜査一課長。
警察から早明学園へ天下った。捜査一課長・小野田が唯一頭の上がらない人物である。
金崎 玲子（旧姓：山田）（かねさき れいこ）
演 - 和田アキ子
学校法人早明学園理事長。
横沢 裕一（よこさわ ゆういち）
演 - 井上芳雄
学校法人早明学園の事務局で経理課長を務める。
突如行方不明となる。
横沢 亜美（よこさわ あみ）
演 - 中村アン
横沢の妻。行方不明となった夫が心配になり、豊洲署刑事課に相談する。
矢部 貴志（江口 和夫）
演 - ユースケ・サンタマリア
学校法人早明学園事務局経理課に勤務。警視庁警務部人事課・元捜査二課に所属する刑事の顔もある。
松山 義則（まつやま よしのり）
演 - 髙橋洋
山田勲の刑事局長時代の運転担当。
17年前に豊洲で不審な死を遂げた。
山田 勲（やまだ いさお）
演 - 高橋英樹
内閣官房副長官。山田の父。親子関係に亀裂が生じている。
かつて警察庁刑事局長を務めていた時の捜査一課長が富永だった。

## スタッフ
- 製作著作 - TBS
- プロデューサー - 伊與田英徳、飯田和孝
- 監修 - 福澤克雄
- 演出 - 田中健太、渡瀬暁彦[18]、池田克彦
- 脚本 - 丑尾健太郎、成瀬活雄
- 脚本協力 - 八津弘幸
- 音楽 - 木村秀彬

## 主題歌
平井堅「ノンフィクション」（アリオラジャパン/ソニー・ミュージックレーベルズ）

## 放送日程
| 芝署編                                                                       | 第1話  | 4月16日 | 新警察ヒーロー誕生 敵は味方のフリをする 裏切り上司を倒せ!!       | 丑尾健太郎          | 田中健太                   | 13.7% |
| 芝署編                                                                       | 第2話  | 4月23日 | 15分拡大スペシャル所轄と警視庁の戦い!!敵の敵は味方か!?           | 丑尾健太郎          | 田中健太                   | 13.0% |
| 芝署編                                                                       | 第3話  | 4月30日 | 警察に裏切り者が!あの上司に一喝!!                                | 丑尾健太郎          | 渡瀬暁彦                   | 11.7% |
| 芝署編                                                                       | 第4話  | 5月07日 | 捜査一課長を逮捕!?上司との直接対決!                              | 丑尾健太郎 成瀬活雄 | 池田克彦                   | 13.5% |
| 芝署編                                                                       | 第5話  | 5月14日 | さよなら所轄・芝署最終決戦!犯人逮捕                              | 丑尾健太郎          | 田中健太                   | 13.9% |
| 豊洲署編                                                                     | 第6話  | 5月21日 | 豊洲署編スタート!警察官逮捕と隠ぺい                              | 丑尾健太郎 成瀬活雄 | 渡瀬暁彦                   | 13.5% |
| 豊洲署編                                                                     | 第7話  | 5月28日 | 100%の証拠より200%の覚悟の戦                                     | 丑尾健太郎 成瀬活雄 | 池田克彦                   | 12.1% |
| 豊洲署編                                                                     | 第8話  | 6月04日 | 最終決戦!腹黒上司との戦いに勝利せよ                              | 丑尾健太郎 成瀬活雄 | 田中健太                   | 13.6% |
| 豊洲署編                                                                     | 第9話  | 6月11日 | 最終回前･共犯者はあの上司!?逆転劇だ                              | 丑尾健太郎 成瀬活雄 | 渡瀬暁彦                   | 13.7% |
| 豊洲署編                                                                     | 最終話 | 6月18日 | 最終対決!犯人逮捕捜査一課長を倒すとき学園の隠蔽と癒着は?涙の結末 | 丑尾健太郎 成瀬活雄 | 田中健太 渡瀬暁彦 池田克彦 | 16.4% |
| 平均視聴率 13.5%（視聴率はビデオリサーチ調べ、関東地区・世帯・リアルタイム） |        |         |                                                                  |                     |                            |       |

## コラボレーション
4月11日から5月8日まで、関東地区のNewDays（芳根京子（三島祐里 役）がイメージキャラクターを務めているJR東日本系列のコンビニエンスストア）にて、コラボレーション商品3点を販売。

## サウンドトラック
- TBS系 日曜劇場「小さな巨人」オリジナル・サウンドトラック　(CD、配信)、2017年6月7日発売

## 書籍
- 小さな巨人(上) 単行本、脚本：丑尾健太郎、脚本協力：八津弘幸、ノベライス：百瀬しのぶ、扶桑社、ISBN 978-4594077303、2017年5月26日発売
- 「小さな巨人」公式BOOK ―PHOTOS&INTERVIEWS― (角川SSCムック) 、ISBN 978-4048960410、2017年6月5日発売
- 小さな巨人(下) 単行本、脚本：丑尾健太郎・成瀬活雄、脚本協力：八津弘幸、ノベライス：百瀬しのぶ、扶桑社、ISBN 978-4594077310、2017年6月29日発売
- このマンガがすごい! comics 小さな巨人 (このマンガがすごい!comics)、脚本：丑尾健太郎、脚本協力：八津弘幸、漫画：安宅十也、宝島社、ISBN 978-4800273666、2017年8月10日発売